# Vilde Bjerke
Vilde Bjerke, född 26 juni 1960, är en norsk artist, skådespelare och författare. Hon är dotter till författaren André Bjerke och skådespelaren Henny Moan.
Bjerke studerade vid Østlandets musikkonservatorium. Hon har medverkat som skådespelare i några mindre roller, bland annat i Lars Rudolfssons TV-film Solmomentet 1989. Hon släppte albumet Alene 2004. Vilde Bjerke debuterade som textförfattare som 13-åring 1973 med sången «Blomsten» på Ole Paus album Blues for Pyttsan Jespersens pårørende.